# Les Petites Filles
Les Petites Filles fut un éphémère groupe de quatre très jeunes chanteuses francophones : Elfie Astier, Axelle Bernard, Anaïs de Courson et Valérie Vaumorin.
Ce groupe connut un certain succès en 1979 avec leur chanson Sauverais-tu ma vie ? (composée par Lewis Furey).
Auparavant les quatre petites filles étaient choristes dans un spectacle musical de Lewis Furey et Carole Laure qui eut lieu à Paris au théâtre Bobino, en avril 1979.
Parmi les quatre petites filles, seule Elfie Astier renoua par la suite avec le succès, trois ans plus tard, en chantant la chanson du générique du dessin animé Tom Sawyer (Tom Sawyer, c'est l'Amérique, le symbole de la liberté...) et en coanimant l'émission Récré A2 aux côtés de Dorothée sur la chaîne Antenne 2.
Anaïs de Courson quant à elle a fait carrière au théâtre, ainsi qu'au cinéma dans des courts métrages.